# Adderley
Adderley – wieś w Anglii, w hrabstwie Shropshire. Leży 33 km na północny wschód od miasta Shrewsbury i 229 km na północny zachód od Londynu.